# Distrito de Güzelyurt
Güzelyurt es uno de los cinco distritos en los que se divide el estado de facto denominado República Turca del Norte de Chipre (RTNC).

## Geografía y población
Se divide en dos subdistritos: Güzelyurt y Lefka. Su capital es Morfou.
Este distrito abarca una extensión territorial de trescientos ochenta y un kilómetros cuadrados y alberga a una población de veintinueve mil doscientos sesenta y cuatro habitantes, según cifras arrojadas por el censo del año 2006. La densidad poblacional es de aproximadamente setenta y siete personas por kilómetro cuadrado.